# 平戶大橋
平戶大橋（日语：／ Hirado ōhashi */?）是位於日本長崎縣平戶市的一座懸索橋，連接平戶島和九州的北松浦半島，也是國道383號的一部分。平湖大橋曾經是收費公路，但現在已實現免費。平戶大橋全長665米，於1973年開工，1977年竣工。

## 外部連結
- 長崎県土木部 （页面存档备份，存于）
- 平戸大橋 - 達人Navi平戸（平戸観光協会）
- 長崎県道路公社 （页面存档备份，存于）
  - 平戸大橋有料道路 （页面存档备份，存于）